# Mediimorda
Mediimorda es un género de coleóptero de la familia Mordellidae.

## Distribución geográfica
Los coleópteros de este género se han encontrado en África Austral, Madagascar, Yemen y en la región paleártica, y además se ha anunciado una publicación sobre especies aún no descritas del género, que viven en África oriental, India y el sureste de Asia.

## Especies
El género contiene las siguientes especies:
Mediimorda angeliquae Leblanc, 2002

Mediimorda batteni Plaza, 1985

Mediimorda bipunctata (Germar, 1827)

Mediimorda brusteli Leblanc, 2002